# Mohammad Hanif Atmar

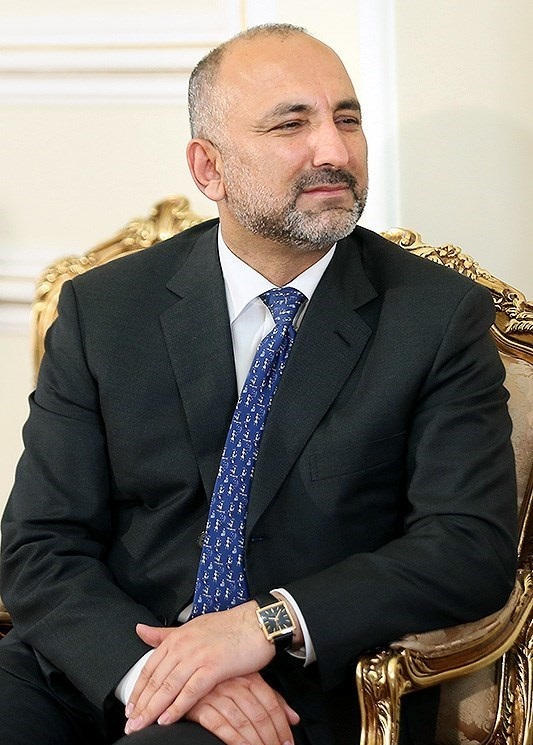
Mohammad Hanif Atmar (2016)

Mohammad Hanif Atmar (* 10. September 1968 in Laghman) ist ein afghanischer Politiker und war von 2020 bis 2021 Außenminister. Er galt als einer der einflussreichsten Politiker Afghanistans.

## Leben
Atmar war in seiner Jugend für den Nachrichtendienst Chidamāt-i Ittilā’āt-i Dawlati tätig, welcher enge Verbindungen zum KGB hatte. In seiner späteren Laufbahn studierte er unter anderem Informationstechnologie und Internationale Beziehungen an der University of York. Dort erlangte er 1997 seinen Abschluss. Er hat im Laufe der Jahre mehrere wissenschaftliche Arbeiten über die Rolle der humanitären Hilfe in Afghanistan veröffentlicht. Atmar spricht fließend Dari, Paschtunisch und Englisch.

## Politische Karriere
Von 2002 bis 2008 war Atmar Minister für ländliche Rehabilitation und Entwicklung (vergleichbar mit einem Entwicklungsministerium). Von 2006 bis 2008 war er Bildungsminister und von 2008 bis 2010 Innenminister unter Hamid Karzai. Als Bildungsminister entwarf er den National Education Strategic Plan. Dies war eine Schulreform, welche einen breiteren Zugang zu Bildung gewährleistete und die Qualität erhöhte. Als Innenminister stieß er unter anderem eine grundlegende Polizeireform an.
Von 2014 bis 2018 war er Nationaler Sicherheitsberater unter Ashraf Ghani. Nach Differenzen mit Ghani trat er zurück und gab kurze Zeit später seine Kandidatur zur Präsidentschaftswahl 2019 bekannt. Zu seinen Zielen für den Fall eines Wahlerfolges gehörten unter anderem die Fortsetzung des innerafghanischen Friedensprozesses und eine langfristige Friedensvereinbarung mit der Taliban. Im August 2019 gab er diese Kandidatur wieder auf.
2020 übernahm er das afghanische Außenministerium, ebenfalls unter Ashraf Ghani.
Nach dem Vormarsch der Taliban in Afghanistan im Jahr 2021 suchte er in Deutschland Zuflucht.